# Zygmunt Pawlus
Zygmunt Pawlus (ur. 30 stycznia 1919 w Pilźnie, zm. 17 stycznia 2000 w Krakowie) – kapitan Wojska Polskiego, komendant placówki AK Pilzno, dowódca oddziału partyzanckiego „Dzwon”, redaktor techniczny Tygodnika Powszechnego i Społecznego Instytutu Wydawniczego „Znak”.

## Życiorys

### Dzieciństwo i młodość
Przyszedł na świat w rodzinie kupieckiej Józefa i Heleny z domu Tobiasz. Uczęszczał do Szkoły Powszechnej im. Króla Władysława Jagiełły w Pilźnie. Naukę kontynuował w III Gimnazjum im. Adama Mickiewicza w Tarnowie, gdzie złożył egzamin dojrzałości wiosną 1937 roku. Następnie zgłosił się ochotniczo do wojska. Otrzymał przydział do 19 pp we Lwowie i został skierowany na dywizyjny Kurs Podchorążych Rezerwy, który ukończył z wynikiem bardzo dobrym. Rok później Zygmunt został przyjęty na drugi rok Szkoły Podchorążych Piechoty w Komorowie koło Ostrowi Mazowieckiej.

### Lata wojny 1939–1945
W 1939 roku rozpoczął czynną służbę wojskową. W końcu sierpnia został promowany na stopień podporucznika służby stałej piechoty i skierowany do Ośrodka Zapasowego 24 DP w Przemyślu. W trakcie kampanii wrześniowej przydzielono go jako dowódcę plutonu ckm do 6 kompanii 38 pp. 22 września został wzięty do niewoli, z której udało mu się uciec i z końcem miesiąca powrócić do rodzinnego miasta. Od września 1941 do lipca 1943 roku pracował jako urzędnik w Zarządzie Miejskim w Pilźnie. Już w sierpniu 1940 rozpoczął działalność w organizacji podziemnej Związek Walki Zbrojnej. Zorganizował placówkę wojskową pod kryptonimem „Pelczar”, obejmującą gminy Pilzno i Czarna. W obwodzie ZWZ-AK Dębica przeprowadził dwa kursy szkoły podchorążych piechoty oraz pomagał w organizacji tajnych egzaminów maturalnych składanych przed dębicką Państwową Komisją Egzaminacyjną o kryptonimie „Kuźnica”. W lipcu 1942 roku wydał podległym sobie strukturom terenowym rozkaz zerwania wszelkich kontaktów organizacyjnych ze swym zastępcą Stefanem Januszem. Mimo nacisków Inspektoratu ZWZ–AK Rzeszów nie odwołał swojej decyzji, wobec czego został odsunięty z dowodzenia placówką. Nadal jednak uczestniczył w akcjach dywersyjnych, przygotowywał operacje odbioru zrzutów lotniczych oraz brał udział w wykonywaniu wyroków z rozkazu Inspektoratu AK.

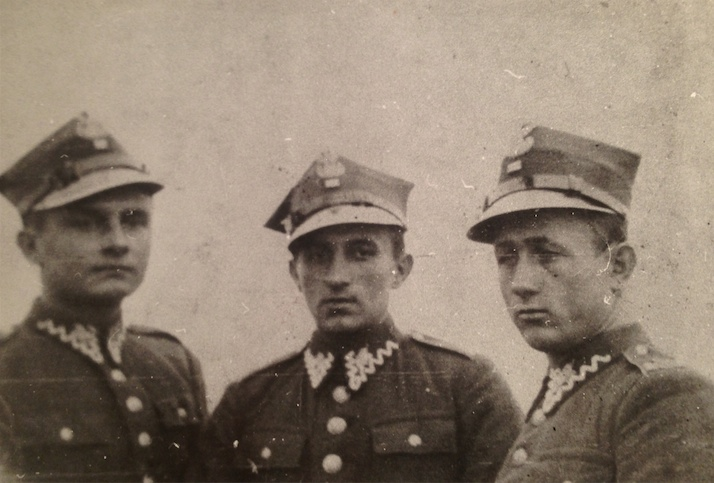
Oficerowie Wojska Polskiego, po lewej Zygmunt Pawlus

W lutym 1944 roku otrzymał rozkaz sformowania samodzielnego oddziału partyzanckiego ps. „Dzwon”, podległego bezpośrednio komendantowi obwodu AK-Dębica, o charakterze dywersyjno-sabotażowym. Od kwietnia koncentrował się on w lasach Braciejowej. W drugiej połowie czerwca oddział otrzymał rozkaz przemieszczenia się w rejon Błażowej celem wzięcia udziału w organizowanej przez Inspektorat AK Rzeszów akcji specjalnej. Polegała ona na ochronie nękanej przez oddziały UPA ludności polskiej zamieszkałej na wschód od Sanu. W okolicach Błażowej nastąpiło połączenie z oddziałem „Rakieta” obwodu rzeszowskiego. Całe zgrupowanie otrzymało kryptonim „San”. Jego dowódcą został por. Stanisław Król, którego jednak szybko wezwano do Rzeszowa. Dowództwo objął Zygmunt Pawlus awansowany do stopnia porucznika. Po zajęciu rejonu Błażowej przez Rosjan rozwiązał zgrupowanie „San”. Następnie poszukiwany przez NKWD, wobec braku możliwości wykonania rozkazu naczelnego dowódcy AK o spieszeniu z pomocą walczącej Warszawie zlikwidował oddział "Dzwon".  Sam w tym czasie ukrywał się w Ropczycach. Udało mu się zbiec do Rzeszowa gdzie podjął się pracy na kolei. W marcu 1945 roku został przeniesiony do krakowskiej DOKP pracując jako urzędnik przy ulicy Bosackiej.

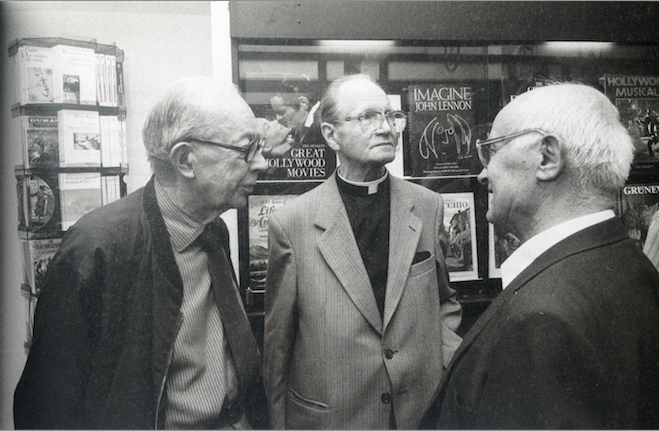
W księgarni Znaku, od lewej: Mieczysław Pszon, ks. Andrzej Bardecki, Zygmunt Pawlus

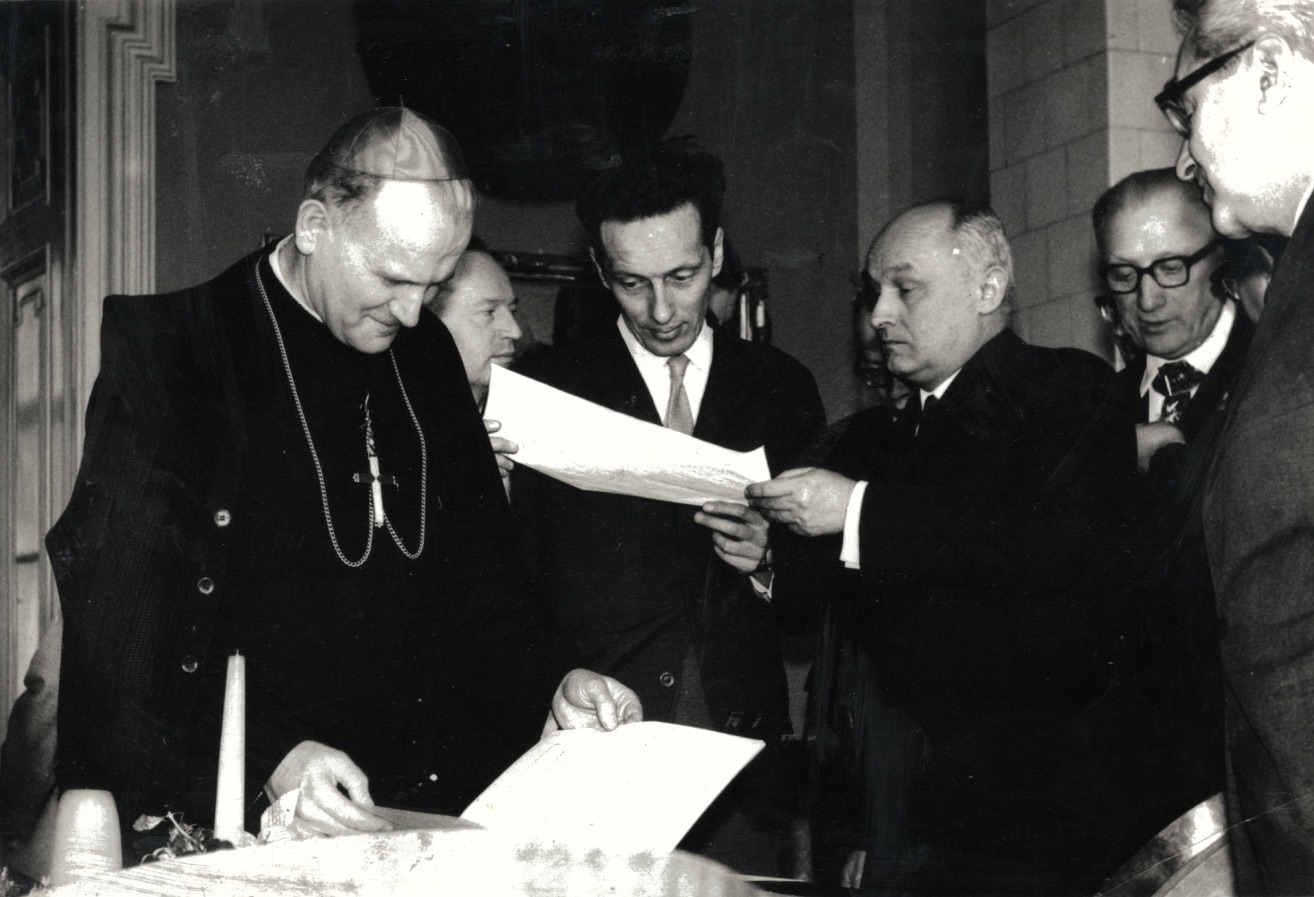
Od lewej: Karol Wojtyła, Krzysztof Kozłowski, Zygmunt Pawlus, Tadeusz Nowak, Jerzy Turowicz

### Lata powojenne
Po zakończeniu II wojny światowej rozpoczął studia na wydziale Prawa Uniwersytetu Jagiellońskiego. Wstąpił także do organizacji WiN, przez co w 1947 roku został aresztowany i skazany na 10 lat pozbawienia wolności. Kara ta została obniżona przez Najwyższy Sąd Wojskowy do 7 lat. Pawlus odzyskał wolność 7 stycznia 1954 roku i powrócił do Krakowa. W następnych latach życia pracował w „Tygodniku Powszechnym” i w Społecznym Instytucie Wydawniczym „Znak” jako redaktor techniczny. Pod koniec 1991 roku przeszedł na emeryturę. W latach 90. awansował do stopnia kapitana, a w kwietniu 1992 roku Sąd Wojewódzki w Krakowie orzekł nieważność wyroku z 1948 roku.
Zygmunt Pawlus był dwukrotnie żonaty. W 1946 roku zawarł związek z Tomirą Kaznowską, córką Zygmunta Kaznowskiego. Jego drugą żoną była Krystyna Chmielecka, także pracująca w „Znaku”. Miał córkę Marię urodzoną w 1954 roku.
Jego grób mieści się na cmentarzu Podgórskim w Krakowie.
11 listopada 2000 roku w Urzędzie Miasta w Pilźnie odsłonięto tablicę ku jego czci.
W Pilźnie działa 11 Pilzneńska Drużyna Starszoharcerska „Pocisk” imienia Zygmunta Pawlusa ps. "Turek".

## Odznaczenia
- Krzyż Srebrny Orderu Virtuti Militari
- Krzyż Walecznych
- Krzyż Pro Ecclesia Et Pontifice
- Krzyż Armii Krajowej
- Krzyż WiN